# Rudolf Harders
Rudolf Harders (* 21. September 1935 in Emden) ist ein deutscher Jurist, Verwaltungsbeamter und Politiker (CDU). Er war zwölf Jahre Bürgermeister der Stadt Oberursel. Er ist evangelisch, verheiratet und lebt im Taunus.

## Ausbildung, Beruf und Politik
Von 1956 bis 1965 belegte er nach dem Abitur am Gymnasium in Emden ein Studium der Rechts- und Staatswissenschaften in Münster und Göttingen. Es folgten Referendarexamen in Oldenburg und Assessorexamen in Hannover. Von 1965 bis 1978 wirkte Harders als Dezernent, Stadtrechtsrat/Städtischer Oberrat und allgemeiner Vertreter des Stadtdirektors in Aurich sowie als Dezernent, Kreisdirektor und allgemeiner Vertreter des Oberkreisdirektors des Landkreises Göttingen.
Von 1978 bis 1990 war er Bürgermeister der Stadt Oberursel (Taunus). 
Ab 1990 bis 1997 arbeitete er als Rechtsanwalt, Leiter Personal und Recht einer Fluggesellschaft sowie nach Herstellung der Einheit Deutschlands im Rahmen des Auf- und Ausbaues der öffentlichen Verwaltung in den neuen Bundesländern als Personalleiter der Stadt Halle (Saale).

## Nebenämter und ehrenamtliche Tätigkeiten
Harders wirkte in den Jahren ab 1965 als Geschäftsführer der Arbeitsgemeinschaft der Städte im Regierungsbezirk Aurich und in der Provinz Groningen (Niederlande) und war Mitglied im Presbyterium der Evangelisch-reformierten Gemeinde Aurich. 
In Göttingen übte er eine Reihe weiterer Nebenämter und ehrenamtlicher Tätigkeiten aus: bei der Volksheimstätte des Landkreises Göttingen, beim Arbeitsamt, beim Sparkassenzweckverband Münden, im Fremdenverkehrsverein, beim DRK-Kreisverband, dem Landschafts- und Verkehrsverband Eichsfeld/Duderstadt, dem Verkehrsverein Münden, beim Gemeinde-Unfallversicherungsverband Hannover und bei der Evangelisch-reformierten Gemeinde Göttingen.
Außerdem war er während seiner Zeit in Oberursel (Taunus) Abgeordneter und Ausschussvorsitzender beim Umlandverband Frankfurt (UVF), rechtskundiger Beisitzer in der Disziplinarkammer beim Verwaltungsgericht Frankfurt und ab 1980 Vorstandsmitglied beim Siedlungsförderungsverein Hessen sowie von 1992 bis 2010 dessen Vorstandsvorsitzender.
Auch war er beim Arbeitsgericht Halle sowie beim Kommunalen Arbeitgeberverband und beim Gemeinde-Unfall-Versicherungsverband des Landes Sachsen-Anhalt tätig.
| Personendaten    | Personendaten                                                   |
| ---------------- | --------------------------------------------------------------- |
| NAME             | Harders, Rudolf                                                 |
| KURZBESCHREIBUNG | deutscher Politiker (CDU), Bürgermeister von Oberursel (Taunus) |
| GEBURTSDATUM     | 21. September 1935                                              |
| GEBURTSORT       | Emden                                                           |